# 줄리안 포
《줄리안 포》(Julian Po)는 미국에서 제작된 앨런 웨이드 감독의 1997년 코미디, 드라마 영화이다. 크리스찬 슬레이터 등이 주연으로 출연하였다.

## 출연

### 주연
- 크리스찬 슬레이터
- 로빈 튜니

### 조연
- 마이클 팍스
- 체리 존스
- 프랭키 페이슨
- 하브 프레스넬
- 앨리슨 제니
- 라타냐 리차드슨
- 디너 워터스
- 브루스 본
- 로이 쿠퍼
- 젤리코 이바넥
- 엘렌 맥엘더프
- 제레미 조단
- 에릭 젠슨
- 실라스 웨어 밋첼
- 앤 피토니악
- 디첸 서먼

## 기타
- 원작자: 브라니미어 쉐파노빅
- 공동제작: 세실리아 케이트 로크
- 협력프로듀서: 킴 모아레피
- 미술: 스티븐 맥케이브
- 의상: 줄리엣 폴크사
- 배역: 토드 달러